# Nagashimalita
La nagashimalita és un mineral de la classe dels silicats. Rep el nom en honor d'Otokichi Nagashima (長島 乙 吉) (2 de setembre de 1890 - 4 de desembre de 1969), mineralogista amateur japonès. La kozoïta-(Nd) rep el nom del seu fill, el també mineralogista Kozo Nagashima.

## Característiques
La nagashimalita és un silicat de fórmula química Ba₄(V,Ti)₄B₂Si₈O27(O,OH)₂Cl. Es tracta d'una espècie aprovada per l'Associació Mineralògica Internacional, i publicada per primera vegada el 1980. Cristal·litza en el sistema ortoròmbic. La seva duresa a l'escala de Mohs és 6.
Segons la classificació de Nickel-Strunz, la nagashimalita pertany a «09.CE - Ciclosilicats amb enllaços senzills de 4 [Si₄O₁₂]8- (vierer-Einfachringe), sense anions complexos aïllats» juntament amb els següents minerals: papagoïta, verplanckita, baotita, taramel·lita, titantaramel·lita, barioortojoaquinita, byelorussita-(Ce), joaquinita-(Ce), ortojoaquinita-(Ce), estronciojoaquinita, estroncioortojoaquinita, ortojoaquinita-(La), labuntsovita-Mn, nenadkevichita, lemmleinita-K, korobitsynita, kuzmenkoïta-Mn, vuoriyarvita-K, tsepinita-Na, karupmøllerita-Ca, labuntsovita-Mg, labuntsovita-Fe, lemmleinita-Ba, gjerdingenita-Fe, neskevaaraïta-Fe, tsepinita-K, paratsepinita-Ba, tsepinita-Ca, alsakharovita-Zn, gjerdingenita-Mn, lepkhenelmita-Zn, tsepinita-Sr, paratsepinita-Na, paralabuntsovita-Mg, gjerdingenita-Ca, gjerdingenita-Na, gutkovaïta-Mn, kuzmenkoïta-Zn, organovaïta-Mn, organovaïta-Zn, parakuzmenkoïta-Fe, burovaïta-Ca, komarovita i natrokomarovita.

## Formació i jaciments
Va ser descoberta a la mina Mogurazawa, a la ciutat de Kiryuu, dins la prefectura de Gunma (Regió de Kanto, Japó). També al Japó ha estat descrita a la mina Tanohata, a la prefectura d'Iwate. Aquests dos indrets són els únics de tot el planeta on ha estat descrita aquesta espècie mineral.